# Magnitka
Magnitka (russisch Магнитка) ist eine Siedlung städtischen Typs in der Oblast Tscheljabinsk (Russland) mit 5170 Einwohnern (Stand 14. Oktober 2010).

## Geographie
Die Siedlung liegt an der Westflanke des Südlichen Ural gut 160 km Luftlinie westlich der Oblasthauptstadt Tscheljabinsk an der Kussa, einem rechten Nebenfluss des Ai im Flusssystem der Kama.
Magnitka gehört zum Rajon Kussa und befindet sich etwa 15 km östlich von dessen Verwaltungszentrum Kussa sowie knapp 20 km nördlich der Großstadt Slatoust.

## Geschichte
An der Stelle des heutigen Westteils der Siedlung, genannt Kowali, befand sich im 19. Jahrhundert der Weiler Kowaljowski. Später entstand dort ein Pechofenwerk. Zu Beginn des 20. Jahrhunderts wurden in der Umgebung Titanomagnetit-Lagerstätten entdeckt, deren Abbau in großem Umfang Anfang der 1930er-Jahre begann. In diesem Zusammenhang wurde 1931 die Bergbausiedlung Magnitka (von russisch magnit für ‚Magnet‘, mit Bezug auf die magnetischen Eisenerze) gegründet. 1938 erhielt der Ort den Status einer Siedlung städtischen Typs.
Höhepunkt des Bergbaus in dem Gebiet waren die 1950er-Jahre, als sowohl unter Tage, wie auch in Tagebauen gefördert wurde. Danach ging die Produktion immer mehr zurück, wurde um 1970 mit weitgehender Erschöpfung der Erzvorräte unter Tage und gegen Ende der 1980er Jahre auch in den Tagebauen eingestellt. Parallel dazu sank die Einwohnerzahl des Ortes bis heute kontinuierlich.

### Bevölkerungsentwicklung
| Jahr | Einwohner |
| ---- | --------- |
| 1939 | 5.116     |
| 1959 | 16.212    |
| 1970 | 10.990    |
| 1979 | 8.601     |
| 1989 | 7.198     |
| 2002 | 5.826     |
| 2010 | 5.170     |

Anmerkung: Volkszählungsdaten

## Kultur und Sehenswürdigkeiten
Südöstlich von Magnitka, in Richtung Slatoust, erstreckt sich der knapp 1200 m hohe Bergzug Taganai, der seit 1991 als Nationalpark Taganai unter Schutz steht. In der Umgebung des Ortes befinden sich an Stelle von ehemaligen Bergwerken und deren Abraumhalden bekannte Mineralienfundorte, wie Achmatowskaja, Nikolaje-Maximilianowskaja und Jeremejewskaja.

## Infrastruktur
Straßenverbindung besteht in Richtung Slatoust und Kussa. Eine Eisenbahnstrecke (nur Güterverkehr) führt zur Station Ai, westlich von Slatoust am Südzweig der Transsibirischen Eisenbahn (Samara – Tscheljabinsk – Omsk) gelegen. Nördlich von Magnitka verlief die Strecke weiter bis zum gut 20 km entfernten Eisenerz-Tagebau Radostny.